# Moerkapelle
Moerkapelle is een dorp in de in 2010 gevormde gemeente Zuidplas in de provincie Zuid-Holland. Daarvoor vormde het vanaf 1991 samen met het naburige dorp Zevenhuizen de gemeente Zevenhuizen-Moerkapelle.

## Ontstaan
De naam Moerkapelle duidt op de aanwezigheid van een kerkje of kapel aan het moeras. Het ontstaan van het dorp is verbonden met de geschiedenis van de polder De Wilde Veenen. Door de vervening en bepoldering van het moerasgebied ontstond er in de 17e eeuw bedrijvigheid en vestigden zich mensen in Moerkapelle. Na drooglegging wordt in de veenpolder landbouw, en later vooral veeteelt bedreven. Maar al ver voor de verveningsactiviteiten was er sprake van bewoning. Het gehucht 'Op Moer' is ontstaan rond 1400. Omstreeks 1560 wordt er voor het eerst melding gemaakt van een kapel. Dit gebouw heeft na de voltooiing van de dorpskerk in 1667 nog lang dienstgedaan als school en als boerderij. Het stond vermoedelijk op de hoek van de Dorpsstraat en de Moerdijkstraat, het bouwwerk dat daar stond brandde in 1905 geheel af. In 1845 had Moerkapelle 539 inwoners.

## Monumenten

### Kerk

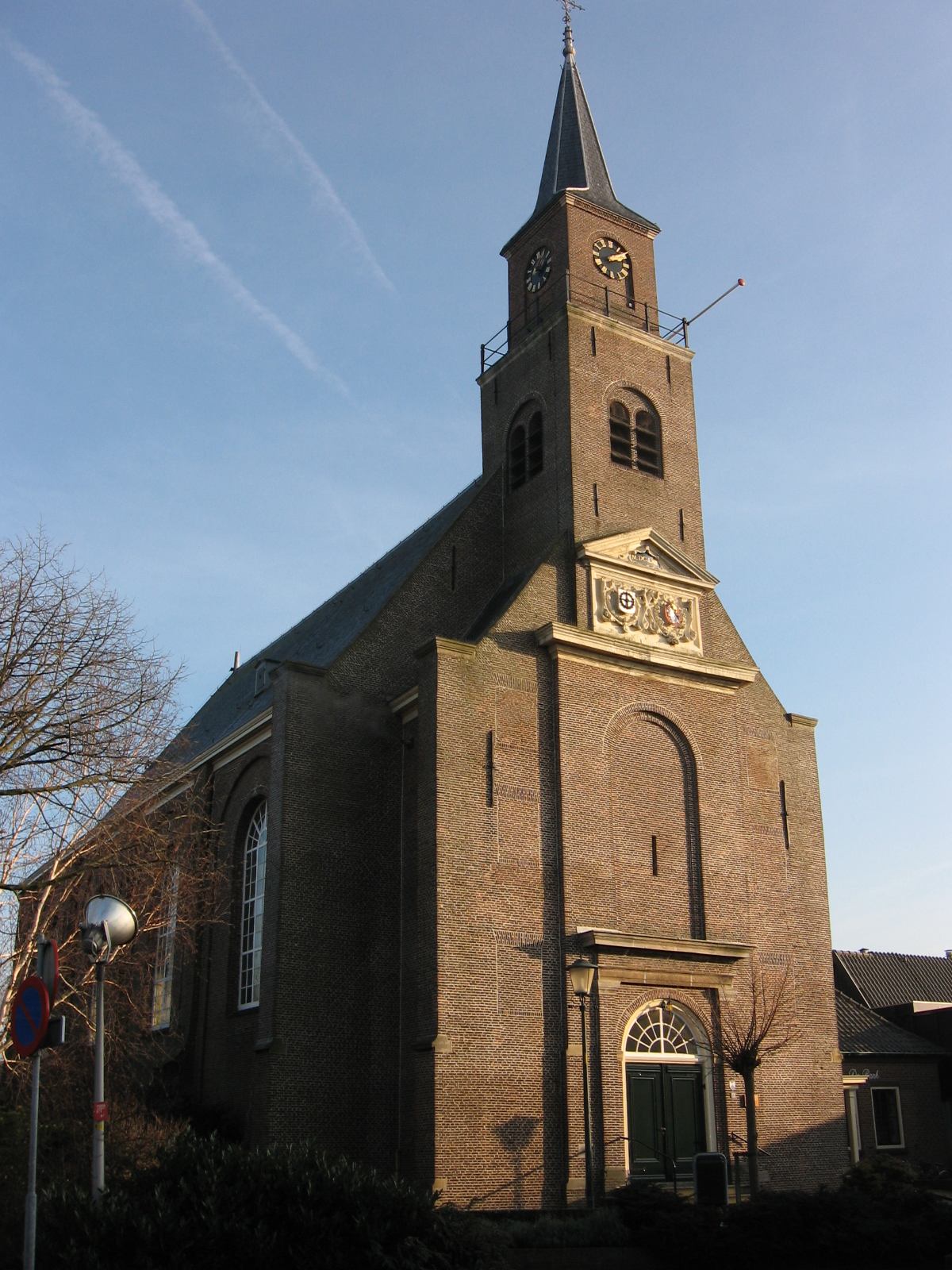
Kerk

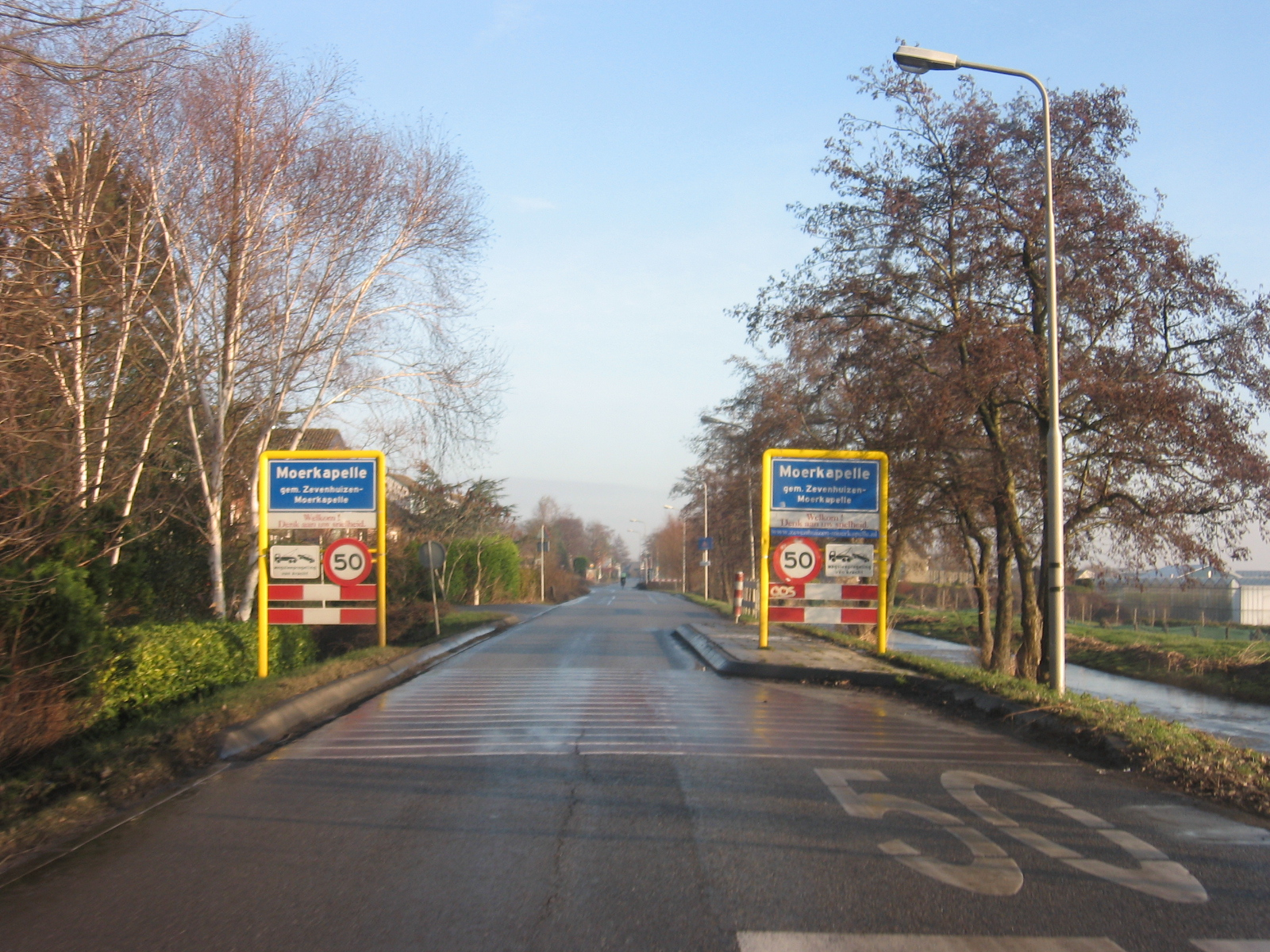
Entreeborden Moerkapelle

Gezichtsbepalend voor Moerkapelle is de op een verhoogde plaats gebouwde kerk. De bouw van deze Hervormde zaalkerk startte vermoedelijk in 1662 en werd in 1667 voltooid. Boven de ingang in de toren zijn in een gebeeldhouwd reliëf de familiewapens aangebracht van Daniël van Hogendorp en zijn vrouw Ida Maria Hooft. In de toren hangen twee klokken, de een gegoten waarschijnlijk in 1757 door Johannes Specht sr uit Rotterdam en de ander in 1707 door Quirijn de Visser Willemszoon. Bijzonder aan het interieur is de preekstoel en het houten renaissancekoorhek dat afkomstig is uit de Laurenskerk in Rotterdam. De kerk is voor het laatst gerestaureerd in 1952 - 1955 waar het interieur is aangepast en van 1994 - 1995 waar hoofdzakelijk het exterieur is gerestaureerd.

### Stolpenburg
In het verlengde van de Herenweg staat een ander monument dat Moerkapelle rijk is: de boerderij Stolpenburg. Deze omstreeks 1660 gebouwde boerderij is een van de zeldzame stolpboerderijen in Zuid-Holland. Het oudste huis van Moerkapelle is gelegen aan de lange dijk en heet het Land van Belofte uit 1660. Tijdens een grote brand in 1905 zijn bijna alle huizen in de oude kern van het dorp afgebrand.

## Haven
Moerkapelle lag vroeger aan een belangrijke (smokkel)scheepvaartroute tussen Rotterdam en Amsterdam. Deze route liep via de Hildam, waar een overtoom was. Daarom had Moerkapelle een eigen haven. Deze lag aan de Ringvaart van de Zuidplaspolder (bij de Moerdijkstraat). De resten van de steigers liggen nog steeds onder het wateroppervlak. Nadat de scheepvaartroute werd gesloten verloor de haven zijn functie. Uiteindelijk werden de bruggetjes op de Bredeweg en Moerkapelse Zijde gesloopt. In de Ringvaart is nog een duidelijke verbreding te zien van waar ooit de haven heeft gelegen.

## Molens

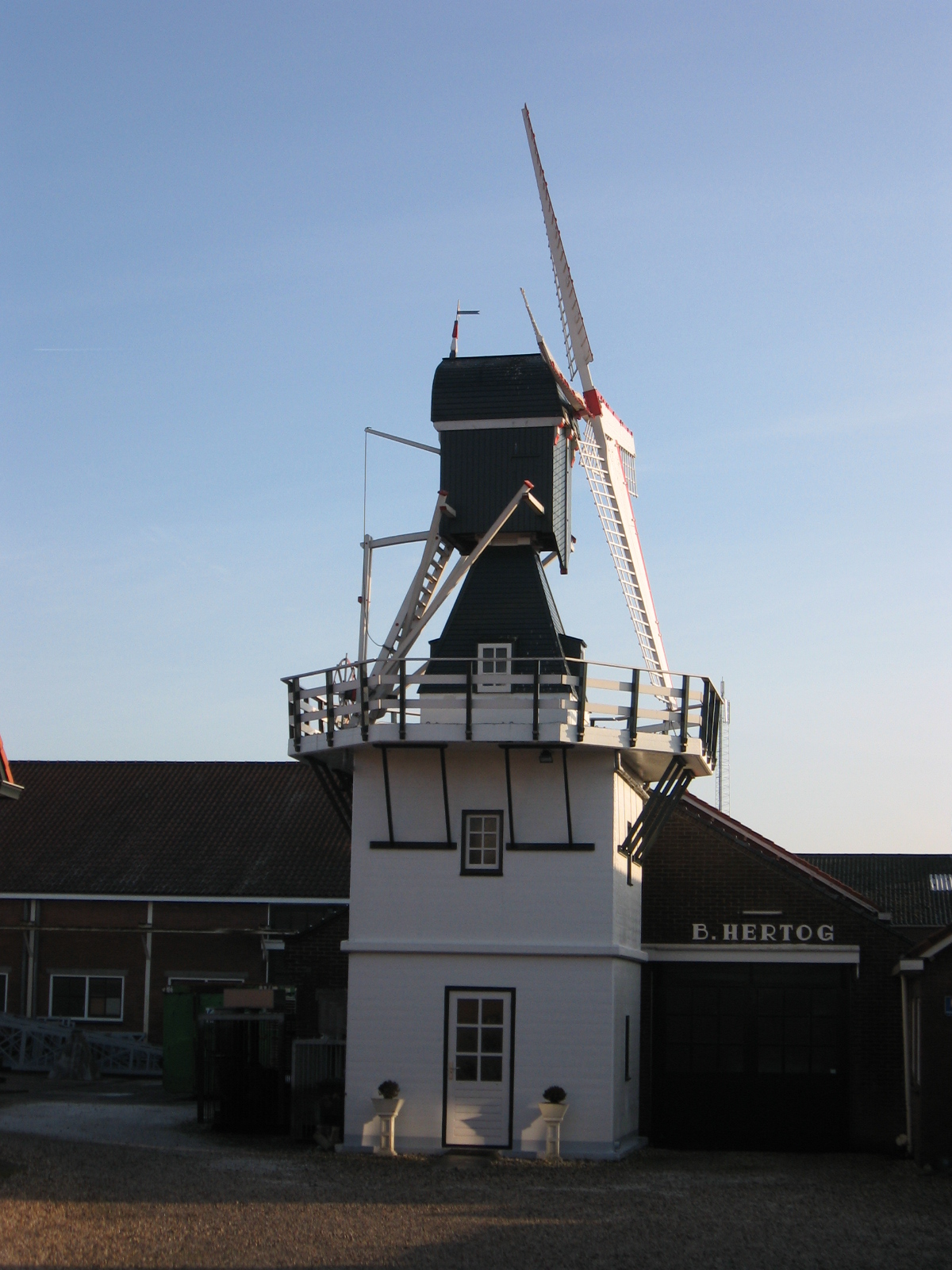
Hertogmolen

Moerkapelle heeft acht molens waarvan er zeven afgeknot zijn.
- Molen nummer 1 aan de Rottedijk.
- Molen nummer 2 aan de Rottedijk.
- Molen nummer 3 aan de Rottedijk.
- Molen nummer 4 aan de Rottedijk.
- Molen de Oorsprong aan de Rottedijk.
- Aalsmeerse molen aan de Rottedijk.
- Molen de Platluis aan de Middelweg.
- Hertogmolen vroeger aan de Julianastraat, maar nu ook aan de Rottedijk.

## Overig

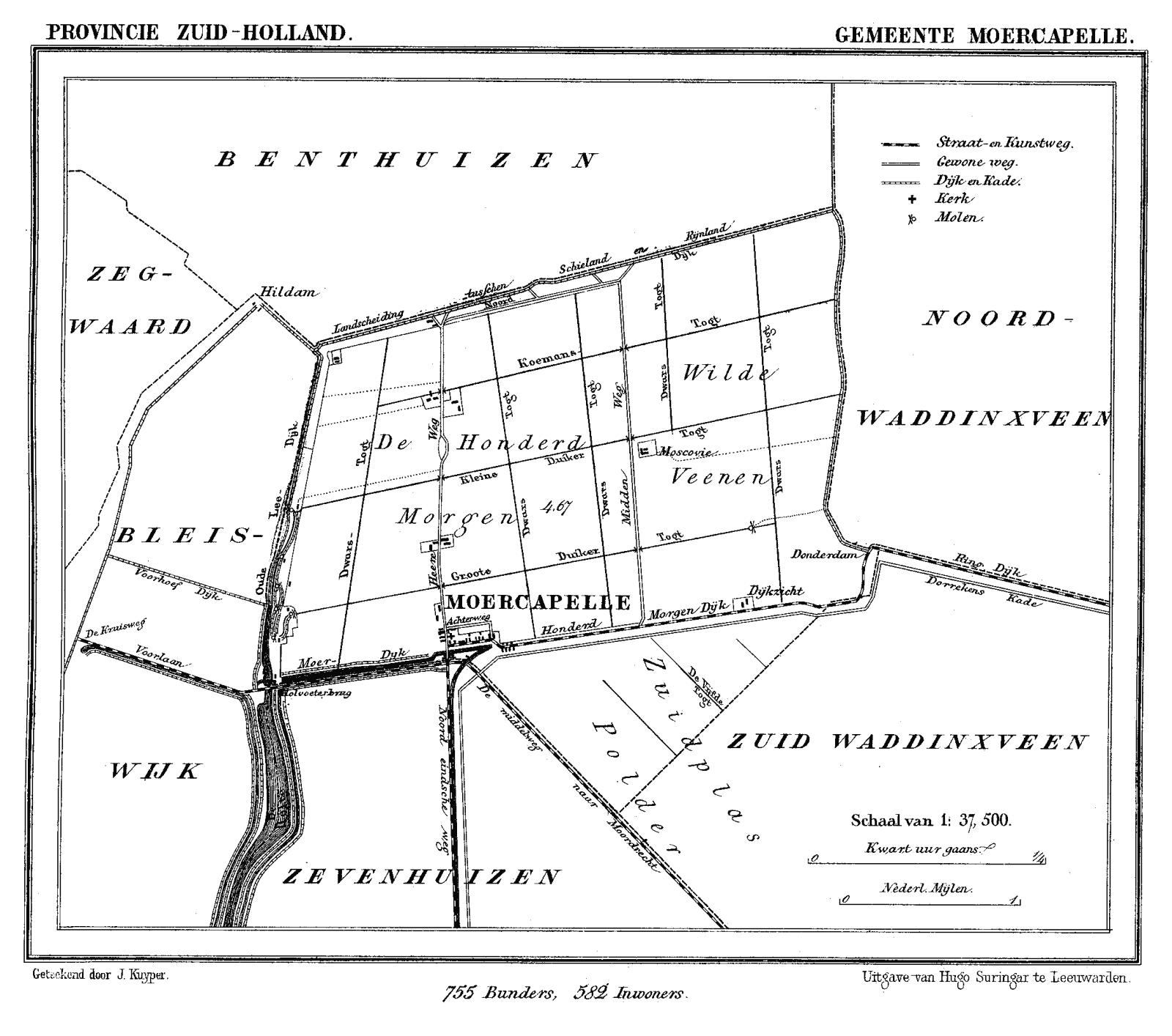
Kaart van de gemeente, rond 1870

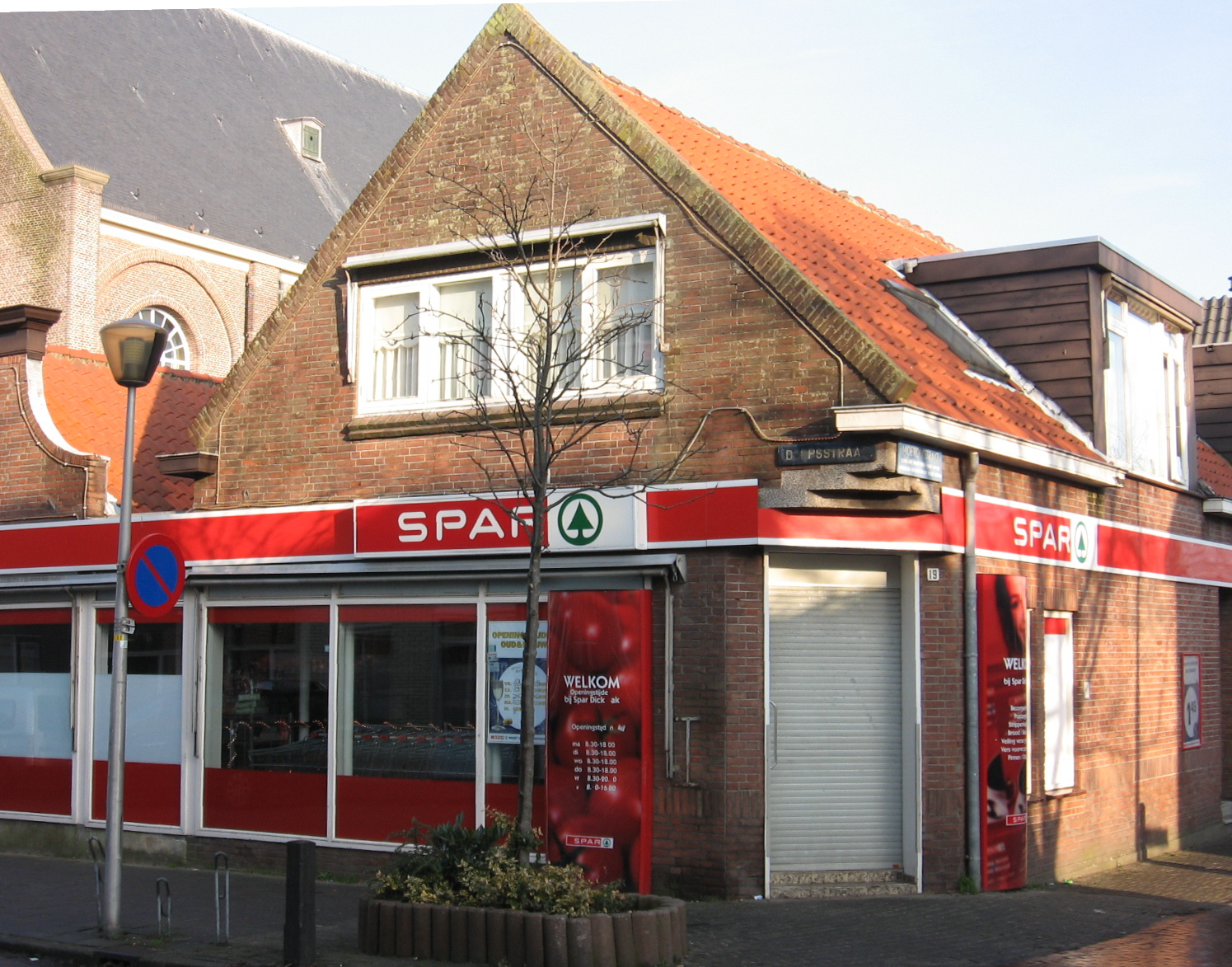
Voormalige levensmiddelenwinkel in Moerkapelle

Verder is er in Moerkapelle een bedrijventerrein in de Zuidplas (waar de Moerkapelse Krakelingen worden gemaakt), een openbare basisschool ('Burg. Keijzerschool') en een christelijke basisschool ('Rehoboth'), het dorpshuis 'Op Moer', diverse sportverenigingen en de kerk van de gereformeerde gemeente uit 1961/1962.
Met Zevenhuizen deelde Moerkapelle een spoorweghalte aan de spoorlijn Gouda - Den Haag. Deze werd in 1870 geopend en in 1938 gesloten voor personenvervoer. De halte, halte Zevenhuizen-Moerkapelle, heeft erna nog wel een periode gediend als stopplaats voor goederentreinen voor onder andere het transport van suikerbieten. Het bombardement in de Tweede Wereldoorlog maakte definitief een einde aan het stationnetje.